# Karcinologie

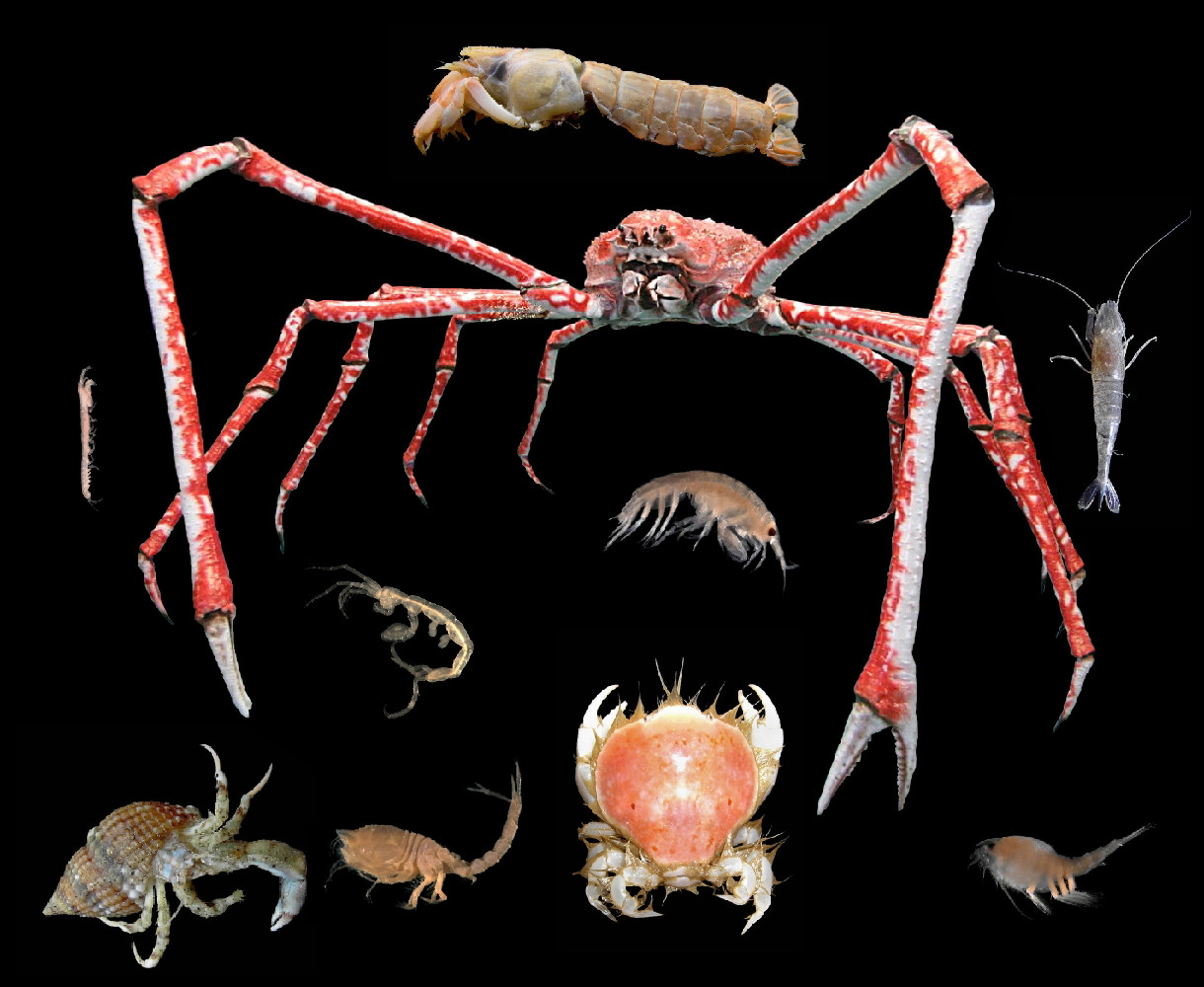
Příklady kořýšů

Karcinologie (ze starořeckého καρκίνος, karkínos – krab, a λόγος, lógos – slovo) je obor zoologie, jež se zabývá studiem korýšů. Někdy se označuje též termínem malakostrakologie, krustaceologie nebo krustalogie. Osoba, jež se zabývá karcinologií, se nazývá karcinolog.

## Obory
Karcinologie spadá pod artropodologii, nauky o členovcích.
Sama karcinologie se dělí na několik oborů, jako např.
- astakologie – studium raků
- cirripedologie – studium svijonožců
- kopepodologie – studium klanonožců

## Časopisy
Karcinologií se zabývá několik vědeckých časopisů, mezi které patří:
- Crustaceana
- Journal of Crustacean Biology
- Nauplius

## Významní karcinologové
- Lipke Holthuis (Nizozemsko, 1921 – 2008) – „považován za nesporného velikána karcinologie“ a „největšího karcinologa své doby“
- Alphonse Milne-Edwards (Francie, 1835 – 1900)
- Mary J. Rathbun (USA, 1860 – 1943)